# Elisabeth von Sachsen-Altenburg (1865–1927)

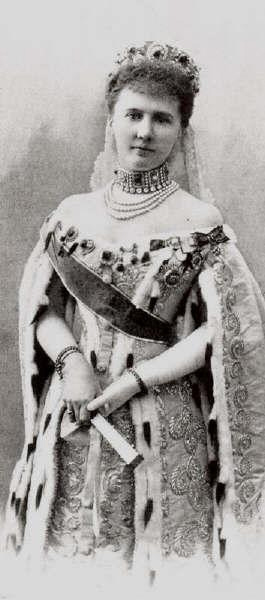
Porträt der Großfürstin Elisabeth Mawrikijewna Romanowa

Elisabeth Auguste Marie Agnes von Sachsen-Altenburg (* 25. Januar 1865 in Meiningen; † 24. März 1927 in Leipzig) war eine Prinzessin von Sachsen-Altenburg und durch Heirat unter dem Namen Elisabeth Mawrikijewna Großfürstin von Russland.

## Leben
Elisabeth war die zweite Tochter des Prinzen Moritz von Sachsen-Altenburg (1829–1907) aus dessen Ehe mit Auguste (1843–1919), Tochter des Herzogs Bernhard II. von Sachsen-Meiningen. Damit gehörte sie dem Haus Sachsen-Altenburg an. Sie erhielt die übliche Prinzessinnenerziehungen mit den Schwerpunkten auf Religion, französischer Sprache, klassischer Literatur und Klavierspiel.
Während ihrer Jugend reiste Elisabeth in ganz Europa umher, um Verwandte zu besuchen. 1882 traf sie ihren Cousin und Onkel, Großfürst Konstantin Konstantinowitsch Romanow, der in Altenburg zu Besuch weilte und sofort gab es Gespräche für eine Ehe. Ihr Bräutigam, der sich unter dem Pseudonym KR schriftstellerisch betätigte, widmete seiner Braut einige Gedichte.

Porträt der Großfürstin Elisabeth Mawrikijewna Romanowa, 1905

Am 27. April 1884 heiratete Prinzessin Elisabeth in Sankt Petersburg Großfürst Konstantin Konstantinowitsch Romanow (1858–1915), den zweiten Sohn des Großfürsten Konstantin Nikolajewitsch Romanow und der Prinzessin Alexandra von Sachsen-Altenburg, einer Cousine von Elisabeths Vater. Infolge der Heirat nahm sie den Namen Jelisaweta Mawrikijewna (russisch Елизавета Маврикиевна, Jelisaweta Mawrikijewna) an. Im Kreis der Familie wurde sie zärtlich Lilen'ka oder, bei Hofe, grob Mawra (nach ihrem Patronym) genannt. Trotz der Homosexualität ihres Mannes und Elisabeths Weigerung, den russisch-orthodoxen Glauben anzunehmen, galt die Ehe zunächst als glücklich. Elisabeth, ihrem Mann geistig nicht gewachsen und für keine seiner Interessen empfänglich, sorgte damit für das baldige Erkalten der Beziehung.
Der vorzeitige Tod Olegs († 1914) und ihres Mannes († 1915) stürzten Elisabeth in Trauer. Während der Oktoberrevolution wurden ihre Söhne Iwan, Konstantin, und Igor von den Bolschewiki gefangen genommen und über Jekaterinburg nach Alapajewsk gebracht, wo sie mit anderen Familienmitgliedern am 18. Juli 1918 von den Tscheka ermordet wurden. Gabriel, der ebenfalls verhaftet worden war, gelang über die Beziehungen seiner Frau schließlich die Ausreise. Ihr Schwager, Dmitri, wurde 1919 auf der Peter-und-Paul-Festung erschossen.
Im Oktober 1918 erhielten schwedische Diplomaten die Erlaubnis, Großfürstin Jelisaweta Mawrikijewna mit ihren Enkeln und zweien ihrer Kinder, Georgi und Wera, an Bord des schwedischen Schiffs Angermanland zu nehmen. Über Tallinn nach Helsinki und über Mariehamn nach Stockholm – dort nahm sie die Einladung des schwedischen Königspaares, Gustav V. und Viktoria von Baden an, zuerst in Stockholm und später in Saltsjöbaden zu wohnen.
1920 zog Elisabeth über Belgien nach Deutschland, wo sie später bei ihrem Bruder Ernst in Altenburg ihren Ruhesitz einrichtete. Elisabeth starb nach langer Krankheit an Krebs und wurde in der Herzogin-Agnes-Gedächtniskirche in Altenburg bestattet, ihre sterblichen Überreste wurden 1939 in die Herzog-Ernst-Grabstätte in Trockenborn-Wolfersdorf überführt.

## Nachkommen

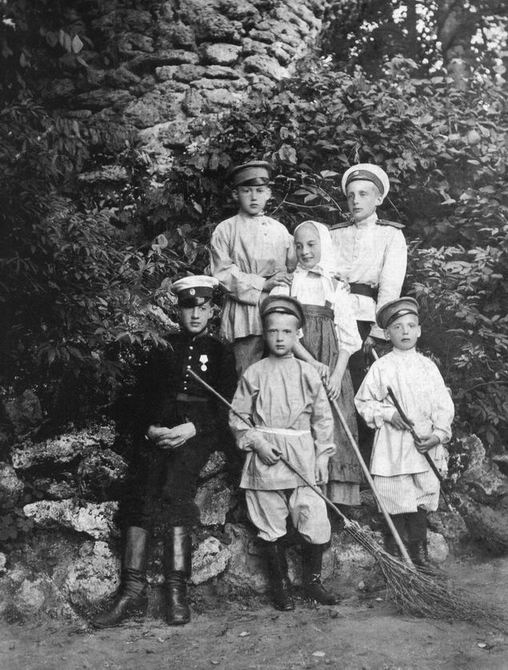
Die Kinder der Großfürstin Elisabeth Mawrikijewna

Aus ihrer Ehe hatte Elisabeth folgende Kinder:
- Iwan (1886–1918)

⚭ 1911: Prinzessin Elena von Serbien (1884–1962)
- Gawriil (1887–1955)

⚭ 1. 1917: Antonina Rafailowna Nesterowskaja (1890–1950)
⚭ 2. 1951: Fürstin Irina Iwanowna Kurakina (1903–1993)
- Tatjana (1890–1979)

⚭ 1. 1911: Fürst Konstantin Bagration-Muchranski (1889–1915)
⚭ 2. 1921: Alexander Wassiljewitsch Korotschenzow (1877–1922)
- Konstantin (1891–1918)
- Oleg (1892–1914)
- Igor (1894–1918)
- Georgi (1903–1938)
- Natalia (*/† 1905)
- Wera (1906–2001)